# Хиџра
Хиџра или хеџра (арап. higret - сеоба) представља прелазак Мухамеда из Меке у Јатриб, оазу удаљену око 350 km северно од Меке, која се од тада назива Медина (арап. Medinat al-Nabi - пророков град) 622. године, која је у исламском свету прихваћена као почетак нове (муслиманске) ере, од када муслимани почињу да рачунају време.

## Позадина
Годинама је становништво Јатриба, које су чинила два паганска и више јеврејских племена, било раздирано непомирљивим међусобним размирицама. Од 620. године више становника је прихватило Мухамедову поруку, док га најзад велика група људи из тог града није позвала да дође у Јатриб и пресуђује у њиховим размирицама и да де факто управља градом. Мухамед је повремено слао своје угрожене присталице из Меке у сигурност тог града и коначно је и сам пошао за њима, те се 622. настанио у Јатрибу. Пророково пресељење у Медину почетак је новог поглавља у његовом и животима његових сљедбеника. Они нису више били мала, угњетавана религијска групација, као у Меки. Сада су представљали самосталну вјерско-политичку заједницу вјерника која је имала власт у оази Медина. Зато се Мухамедово пресељење у Медину сматра почетком дугог постојања ислама као политичке силе, што је симболички изражено избором те године за прву годину исламског доба.

## Мухамедов боравак у Медини
Мухамед је провео у Медини око десет година. За то вријеме учврстио је своју власт над разнородним становништвом тог града и проширио његову моћ и утицај у Арабији. Непосредно по Мухамедовом доласку, у Медини су тињала бројна супарништва - између два највећа арапска племена у граду мухаџируна ("исељеници“, вјерници који су дошли у Медину из Меке или из неких других мијеста) и аснара ("помагачи“, први Мухамедови сљедбеници у Медини који су позвали њега и његове сљедбенике да код њих нађу уточиште), као и једног броја мединских Јевреја и нових вјерника. Док су неки од мединских Јевреја изгледа пружали подршку Мухамеду, према онима који су оспоравали Мухамеду право да се назива пророком и често сарађивали (или су то чиниле њихове вође) с његовим политичким противницима у низу сукоба, поступало се оштро - прогањани су уз губитак права на земљу коју су посједовали, поробљавани и осуђивани на смрт, у зависности од случаја. Ван Медине, најодлучнији у супротстављању Мухамедовим настојањима да шири свој утицај и поруку били су његови некадашњи суграђани, племе Куреиш из Меке.
Мека и Медина упустиле су се у жестоку борбу за придобијање других градова и номадских групација, у којој је у почетку изгледало да Мека, захваљујући својим развијеним трговачким и племенским везама, остварује предност. Након низа похода и битака против племена Куреиш (код Бедра 624, Ухуда 625. и Хандака 627.) у којима изгледа није било правог побједника, Мухамед је 628. у Худајбији склопио примирје са тим племеном. У замјену за неке краткорочне уступке, Мухамед и његови сљедбеници добили су право да наредне године иду на ходочашће у светилиште Ћаба у Меки. Тим примирјем Мухамед је добио и одријешене руке да покори једног од кључних савезника Меке, оазу Хејбар сјеверно од Медине, чије је бројно јеврејско становништво (један његов дио су чиниле избјеглице из Медине) било непријатељски расположено према Мухамеду. Обавивши то, Мухамеду је било релативно лако да крене и на саму Меку која се 630. предала готово без отпора. Свјестан колико је племе Куреиш могло да буде опасно као противник, и у жељи да задобије подршку његових припадника, Мухамед се трудио да не повриједи њихов понос. Придобио их је за свој покрет тако што је многе њихове вође поставио на важне положаје у систему команде и власти.
За све вријеме своје ангажованости у борби против Меке, Мухамед је истрајно радио на томе да што више номадских групација и градова стави под утицај Медине, било као повремене савезнике или као пуноправне чланове заједнице вјерника. У томе је користио привлачност своје религијске поруке, обећања материјалне користи, а понекад и директну силу како би непослушне групације подвео под утицај Медине. Освајање Меке отворило му је пут за побједничке походе, уз помоћ племена Куреиш, на други велики град у западној Арабији, Таиф, и на преостала моћна номадска племена у тој области. Мухамедов положај најснажнијег политичког вође у западној Арабији већ су сви били уочили, и савези племена, који су до тада настојали да се држе на одстојању од Медине, сада су у њу слали делегације нудећи своју покорност. До Мухамедове смрти 632. његова заједница се проширила - више религијским убјеђивањем и политичким савезима него силом - и обухватала је цијелу западну Арабију, а Мухамед је био успоставио добре везе и са неким групацијама у Хеџазу на сјеверу, у Нефуду, источној Арабији, Оману и Јемену.